# St Anthony Battery
Die St Anthony Battery ist eine während der Herrschaft des Johanniterordens ab 1732 erbaute Befestigungsanlage auf der maltesischen Insel Gozo in der Nähe von Qala. Sie unterscheidet sich durch ihre Größe und Konstruktion von den anderen Küstenbatterien, die zu Beginn des 18. Jahrhunderts vom Orden auf Malta und Gozo angelegt worden. Seit dem Jahre 2010 wird die Anlage umfassend restauriert.

## Vorgeschichte
Im Laufe des 17. Jahrhunderts hatte der Orden, nachdem der Bau Vallettas abgeschlossen war, ein Netz von Beobachtungstürmen an den Küsten der Inseln errichtet. Während die unter der Herrschaft des Großmeisters Alof de Wignacourt von 1605 bis 1620 erbauten Wignacourt Towers noch eine begrenzte Möglichkeit zur Verteidigung der Küstenabschnitte boten, waren die später errichteten Lascaris- und der Redin Towers nur noch für Beobachtungsaufgaben geeignet. Im Jahre 1714 verstärkten sich die Befürchtungen einer neuen Invasion der Inseln. Zur Verteidigung landungsgefährdeter Küstenabschnitte wurden daher von 1715 bis 1716 Küstenbatterien, Redouten und Verteidigungslinien gebaut. Ausgearbeitet wurden die Pläne von der Kommission für Festungen des Ordens. Die Entwürfe der Anlagen stammten von Jacques de Camus d’Arginy, Bernard de Fontet und François Bachelieu. Ermöglicht wurde der Bau der Anlagen durch eine großzügige Spende des Großpriors des Johanniterordens in Frankreich, Philippe de Vendôme, der 40.000 Scudi zur Verfügung stellte. Im Rahmen dieser Planungen wurde auch erstmals der Bau einer Batterie ostwärts von Qala in Erwägung gezogen. Von dieser Stelle aus konnte der Eingang des Kanals zwischen Gozo und Comino überwacht werden.
Trotz der generösen Spende reichten die Mittel des Ordens zunächst nicht aus, um alle vorgesehenen Plätze zu befestigen. Zahlreiche Abschnitte der Küste, die sich für eine Seelandung eigneten, blieben zunächst unbefestigt, so auch das damals Ras el Cala  genannte, heute als Qala Point bekannte Kap an der Ostküste Gozos. Diese Abschnitte wurden als Achillesferse der Befestigungen des Archipels angesehen.

## Bau der Anlage
Im Jahre 1731 wurden konkrete Pläne für die Befestigung von Qala Point ausgearbeitet. Der Bau der Anlage begann 1731. Ermöglicht wurde er durch den Großmeister Antonio Manoel de Vilhena, der den Bau aus seinen eigenen Mitteln finanzierte. Ihm zu Ehren erhielt die Anlage den Namen St Anthony battery. Bereits im Folgejahr war der Bau der kleinen Anlage größtenteils abgeschlossen, die Arbeiten zogen sich jedoch noch bis 1734 hin. Bereits 1732 erhielt die Batterie ihre Bewaffnung. Bei der Aufstellung der Kanonen wurden die die Zugbrücke stützenden Steine zerstört und mussten ersetzt werden. Auch das Dach des Blockhauses musste bereits 1733 zweimal ersetzt werden.
Der Entwurf der Batterie wird Charles François de Mondion (1681–1733) zugeschrieben. Der französischstämmige de Mondion war der Festungsbaumeister des Ordens und damit für alle neu zu errichtenden Befestigungsanlagen verantwortlich. Mit der Bauausführung wurde sein Stellvertreter Francesco Marandon beauftragt. Marandon  wurde später Festungsbaumeister des Ordens und ließ unter anderem Fort Chambray anlegen.

## Konstruktion

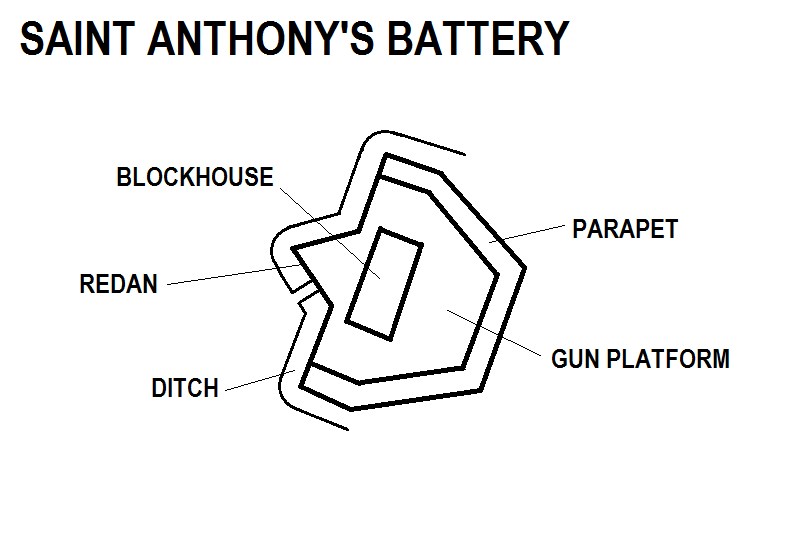
Grundriss der St Anthony Battery

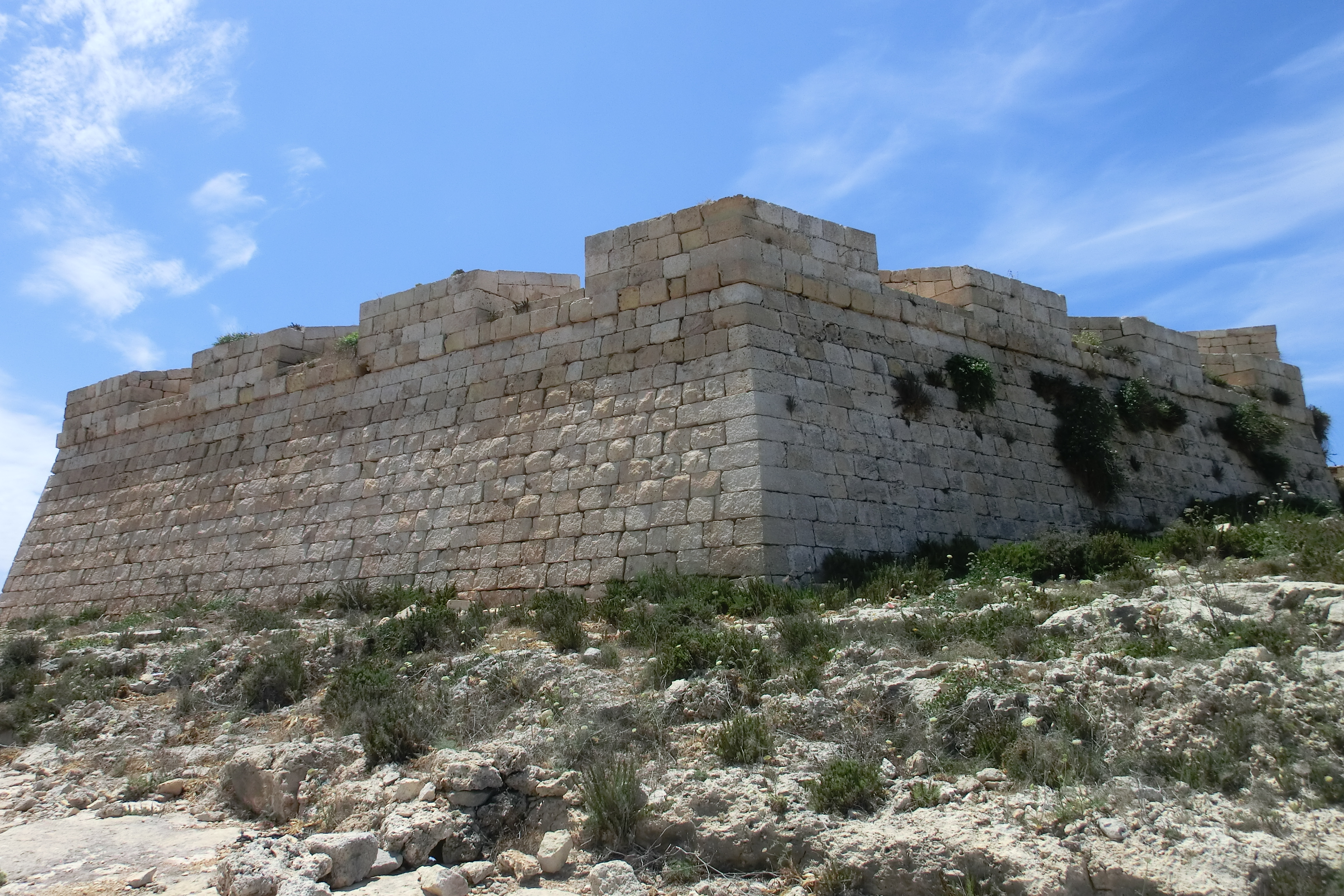
Brustwehr

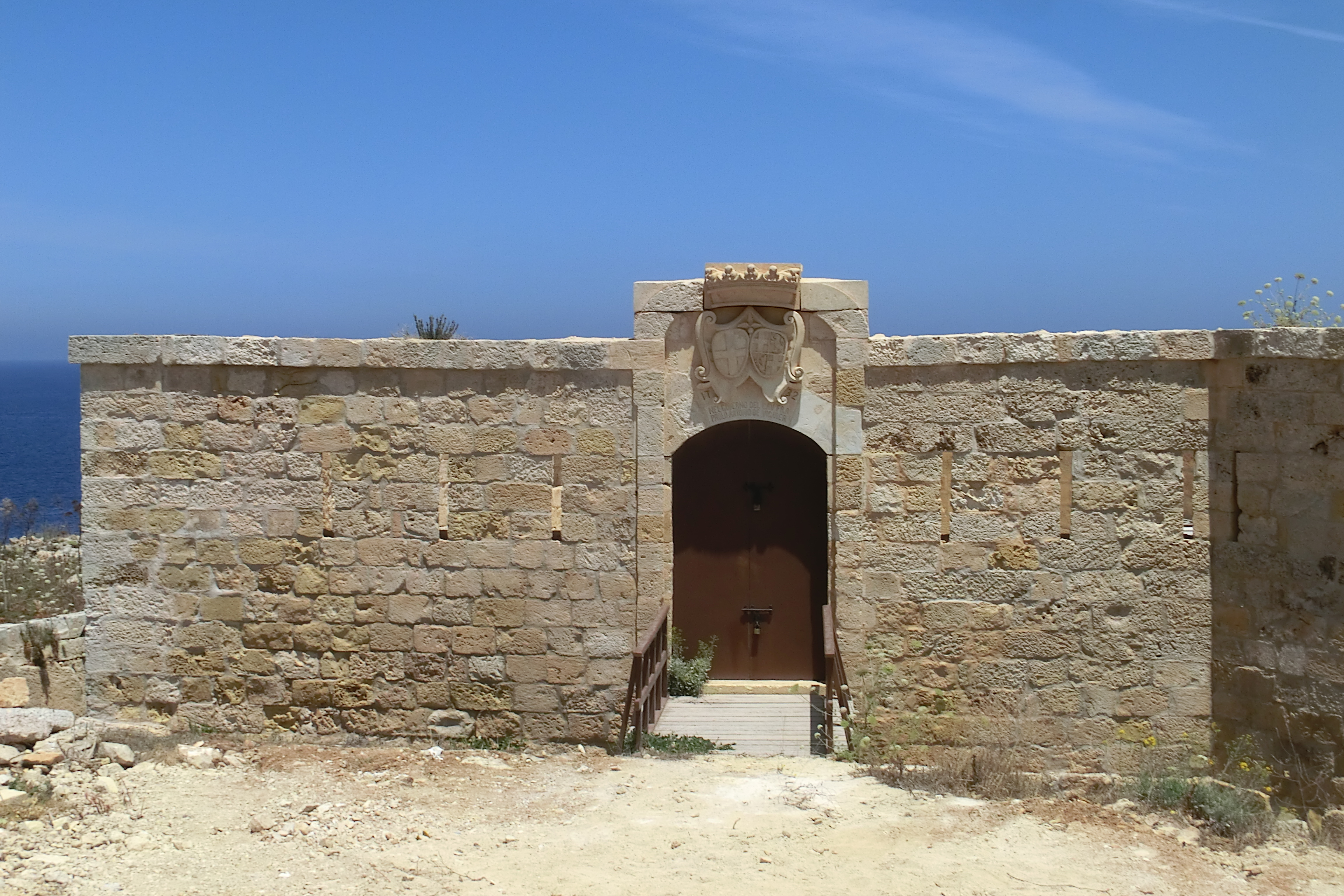
Eingangstor

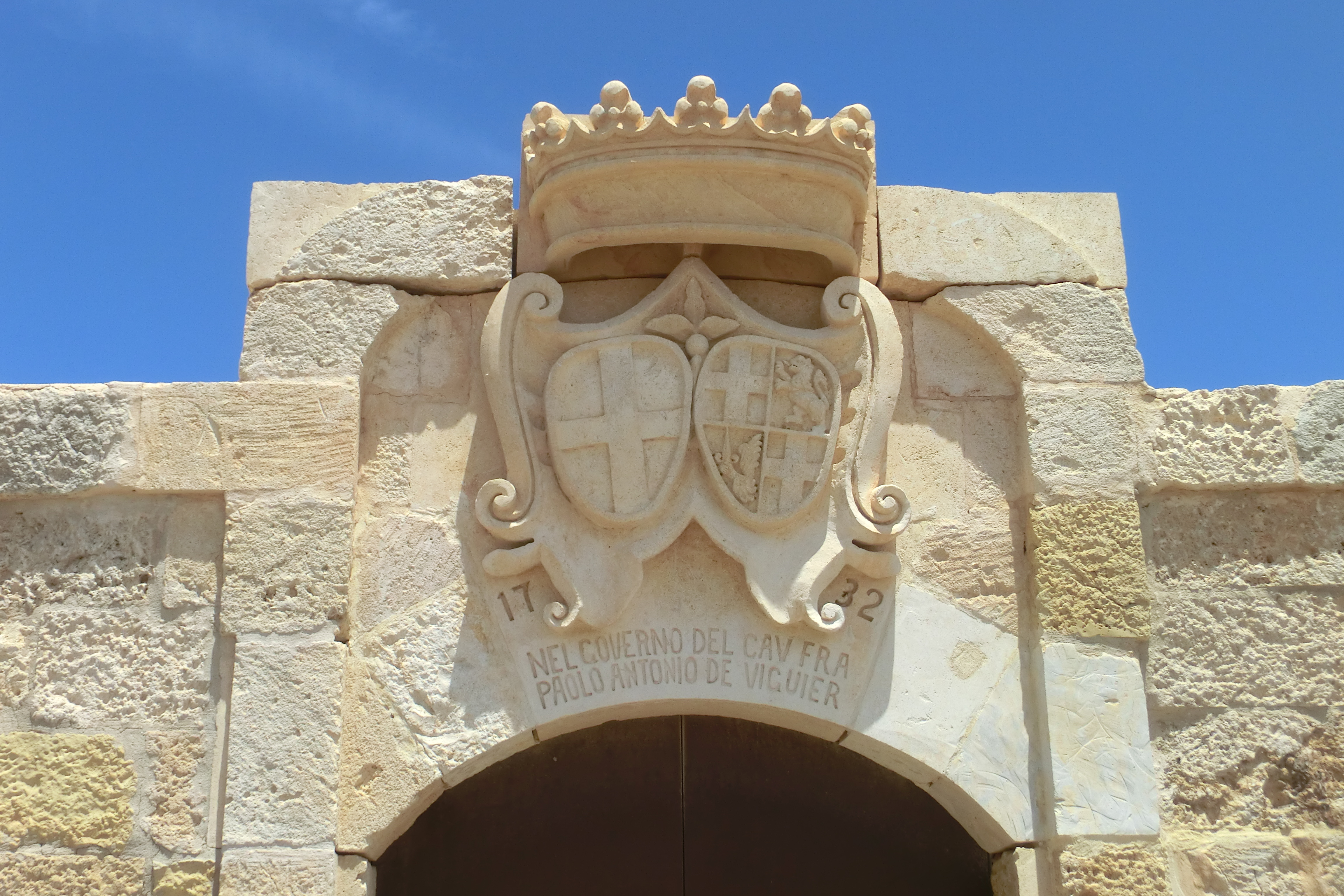
Wappenschilde über dem Torbogen

Die Anlage unterscheidet sich sowohl durch ihre Größe, als auch durch ihre Form deutlich von den anderen Küstenbatterien. Der Grundriss hat die Form eines halbierten Sechsecks und ist an der geraden, dem Landesinneren zugewandten Seite mit einer Tenaille versehen. Dennoch zeigt der Batteria Sant Antonio fabbricata nel 1732 sulla punta Ras el Cala dell’Isla del Gozo von 1732 die Anlage in einer gänzlich anderen Form. Nach diesem Plan hat sie, wie die Mehrzahl der auf dem Archipel zu Beginn des 18. Jahrhunderts gebauten Küstenbatterien, einen halbkreisförmigen Grundriss. Die gerade Landseite wurde aus zwei Blockhäusern gebildet, zwischen denen ein Redan liegt.
Für die Diskrepanz zwischen Planungen und heutigem Zustand existieren unterschiedliche Erklärungsversuche. So ist eine Verwechslung bei der Bezeichnung der Anlage möglich. Der Orden ließ zu Beginn des 18. Jahrhunderts eine große Anzahl von Befestigungen bauen und beschäftigte Lohnzeichner, so dass eine derartige Verwechslung möglich erscheint. Auch ist es möglich, dass die Anlage nach dem vorhandenen Plan errichtet, später aber umgebaut wird. Dafür spricht, das in einem Bericht über Reparaturarbeiten von 1733 von ‘due terrazze …della batteria die Rede ist, was eher auf zwei als auf ein Blockhaus hindeutet. Bauarchäologische Spuren für einen derartigen Umbau lassen sich jedoch nicht nachweisen. Wahrscheinlich ist daher, dass der Bau nach dem vorhandenen Plan begonnen wurde, die Konstruktion aber noch während des Baus geändert wurde. Diese These wird durch das unterschiedliche Mauerwerk gestützt. Während die Tenaille aus Kalksteinblöcken mit 28 cm Kantenlänge gemauert wurde, kamen für den Rest der Anlage Blöcke mit einer Kantenlänge von 41 cm zur Anwendung.
Die Anlage besteht aus der eigentlichen Batteriestellung, einem Redan bzw. einer Tenaille zum Schutz der Landseite und einem Blockhause zur Lagerung von Munition und Ausrüstung. Der Redan hat einen V-förmigen Grundriss und ist aus Kalkstein gemauert. Die Mauern sind mit insgesamt vierundzwanzig Schießscharten für Musketen versehen. In seiner Konstruktion und Größe ist dieser Redan auf dem maltesischen Archipel einmalig. Die an den Redan anschließenden Mauern sind verstärkt und zu Traversen entwickelt worden. Sie schützten die Batteriestellung vor Beschuss von höhergelegenen Stellungen an Land, aber auch vor flankierendem Feuer von See. Dem Redan ist ein trockener Graben vorgelagert, der in den anstehenden Kalkstein getrieben wurde.
Die Batterie hat insgesamt elf Schießscharten in der breiten Brustwehr. Das Mauerwerk der Brustwehr ist wie die Mehrzahl der Befestigungsanlagen der Johanniter konstruiert. Der Raum zwischen den Kalksteinmauern wurde mit Schotter und Erde gefüllt und durch einen dünnen Mörtel gebunden. Im Gegensatz zu anderen Anlagen besitzt die Brustwehr der Batterie keine Decksteine, hier wurde die Füllung ursprünglich nur durch eine wasserdichte Zementschicht abgedeckt. Diese Abdeckung wurde jedoch erst mehr als zehn Jahre nach Baubeginn ausgeführt, 1749 stellte Marandon bei einer Inspektion fest, dass die Brustwehr noch nicht fertiggestellt war. Er schlug vor, die Brustwehr mit Decksteinen zu versehen, aus Geldmangel wurde dieser Vorschlag jedoch nicht umgesetzt.
Der Boden hinter der Brustwehr wurde mit Kalksteinfliesen belegt. Er war zur Brustwehr leicht geneigt, was das Umsetzen der Geschütze erleichterte. Regenwasser wurde über Düker unterhalb der Schießscharten abgeleitet. Neben dem Blockhaus wurde außerdem eine kleine Zisterne angelegt.
Das Blockhaus befand sich an der Rückseite der Plattform. Es ist größer als alle anderen Blockhäuser der Küstenbatterien und zeichnet sich durch besondere Konstruktionsmerkmale aus. Es war in drei Räume unterteilt, die durch Türen zur Plattform erschlossen wurden. Die zum Redan gelegene Rückseite hatte Fenster, der kleinere mittlere Raum war jedoch fensterlos, besaß dafür eine weitere, kleinere Tür. Gesichert ist die Nutzung eines der Räume als Pulvermagazin. Das Dach wurde von Gewölbebögen getragen, die im Gegensatz zu den anderen Blockhäusern nicht quer, sondern längs zur Fassade angeordnet waren.
Der Zugang zur Batterie befindet sich in der linken Face des Redans. Über dem Torbogen sind zwei Wappenschilde angebracht. Das linke Schild zeigt das Wappen des Ordens, das rechte das Wappen des Großmeisters de Vilhena. Die Wappen wurden 1734 vom maltesischen Steinmetz Charles Fabri, angefertigt. Eine Inschrift, die die Jahreszahl 1732 trägt, erinnert an den Ritter Fra Paolo Antonio de Viguier, der von 1724 bis 1732 Statthalter des Ordens auf Gozo war. Der Graben wurde mit einer Zugbrücke überbrückt. Jenseits des Grabens wurde der Zugang zur Batterie durch eine Palisade gesichert.

## Bewaffnung
Ursprünglich war die Ausrüstung der Batterie mit schweren Geschützen geplant. So sollte die Batterie unter anderem zwei 36-Pfünder-Kanonen aufnehmen. Diese Kanonen waren die schwersten Geschütze im Arsenal des Ordens. Dazu sollte noch eine Anzahl 24-Pfünder-Kanonen kommen. Tatsächlich war die Munition für diese Waffen bereits Ende 1731 in der Batterie eingelagert, als eine Ausrüstung mit kleineren Kalibern beschlossen wurde. Die längste Zeit ihrer Nutzung war die Batterie mit acht Kanonen ausgerüstet. Für das Jahr 1785 werden fünf eiserne 8-Pfünder und drei 6-Pfünder angegeben. Für die größeren Kanonen wurden 420 Vollkugeln und 58 Kartätschen vorgehalten, für das kleinere Kaliber 175 Vollkugeln und 61 Kartätschen. Die Treibladungen wurden im Blockhaus permanent gelagert, die Batterie hatte daher eine ständige Besatzung. Aus dem von Fra Giovanni Francesco de St. Felix 1785 erstellten Inventarverzeichnis lässt sich eine Stärke der Besatzung von mindestens zwölf Soldaten ableiten. Zur Ausrüstung der Batterie gehörten auch zwei Spingarde.

## Erhaltungszustand und Restaurierung
Die Batterie befindet sich im Eigentum der maltesischen Regierung und wird von Dín l-Art Ħelwa verwaltet. Sie ist unter der Inventarnummer 39 in der Liste der Kulturgüter von Malta aufgeführt.
Die Anlage ist in ihren Grundzügen erhalten geblieben. Durch Vandalismus wurden jedoch Teile des Redans zerstört. Da die wasserdichte Abdeckung der Brustwehr während der vergangenen Jahrhunderte nicht erneuert wurde, kam es durch eindringendes Wasser zu Schäden an der Bausubstanz. Das Blockhaus wurde zerstört, lediglich eine Seitenwand blieb in Teilen erhalten.
Seit 2010 wird die Anlage von Dín l-Art Ħelwa in Zusammenarbeit mit dem Stadtrat von Qara restauriert. Dabei wurde der Redan wiederhergestellt und das Blockhaus neu aufgebaut.